# Уржум
Уржум (рус. Уржум) град је у Русији у Кировској области.

## Становништво
| 1939. | 1959.  | 1970.  | 1979.  | 1989.  | 2002.  | 2010.  |
| ----- | ------ | ------ | ------ | ------ | ------ | ------ |
| 8.800 | 10.874 | 11.387 | 11.957 | 12.101 | 11.514 | 10.213 |